# Klaudia Tanner
Klaudia Tanner (nata Wallner; Scheibbs, 2 maggio 1970) è una politica austriaca, Ministro della Difesa dell’Austria dal 7 gennaio 2020.
Membro del Partito Popolare Austriaco (ÖVP) dal gennaio 2020, dal 2011 al 2020 ha lavorato come direttore generale dell' “associazione politica austriaca degli agricoltori”.

## Biografia
Tanner è nata nella piccola città di Scheibbs nella Bassa Austria. All'inizio della sua carriera, ha lavorato nel gabinetto del Ministro dell'Interno Ernst Strasser dal 2001 al 2003 e per la società IT Kapsch BusinessCom, una filiale di Kapsch dal 2003 al 2010.

## Carriera politica
Già nei negoziati su un governo di coalizione sotto il cancelliere Sebastian Kurz a seguito delle elezioni del 2017, Tanner era considerata un potenziale ministro di governo. Dopo le elezioni del 2019, Tanner è stata nominata Ministro della Difesa da Kurz nel gennaio 2020, rendendola la prima donna a ricoprire la carica.
Sotto la guida di Tanner, l'Austria ha mobilitato i suoi riservisti militari per la prima volta dalla seconda guerra mondiale, chiedendo loro di combattere la pandemia di COVID-19 aiutando con forniture alimentari, supporto medico e operazioni di polizia.   Il suo ministero ha anche ordinato 18 elicotteri Leonardo AW169M in un accordo con l'Italia nel settembre 2020, sostituendo la sua flotta di elicotteri Aérospatiale Alouette III di 50 anni.
Dopo le dimissioni di Kurz, è stata confermata nell'incarico anche nei nuovi governi di Alexander Schallenberg, Karl Nehammer e Christian Stocker.

## Vita privata
Tanner vive a Gresten. È sposata e ha una figlia.